# Rosamar Prieto-Castro
Rosa Mar Prieto-Castro García-Alix, née en 1947, est une femme politique espagnole membre du Parti socialiste ouvrier espagnol (PSOE).

## Biographie

### Vie privée
Elle est l'arrière-petite-fille d'Antonio García Alix, plusieurs fois ministre sous la règle d'Alphonse XIII. Elle est mariée au professeur de droit José Antonio Sainz-Pardo et mère de plusieurs enfants.

### Formation et profession
Originaire de la province de Grenade, elle s'installe à Séville en 1970 après avoir épousé son mari. Elle étudie le droit et obtient son diplôme après avoir eu ses enfants. Elle réussit le concours et devient fonctionnaire à la mairie de Séville puis cheffe de service pour le groupe socialiste municipal lorsque Amparo Rubiales était porte-parole des élus PSOE.

### Activités politiques
Elle commence par militer au Parti socialiste andalou (PSA) mais en est expulsée en 1980. Elle intègre le PSOE en 1988.
En 1993, alors âgée de 46 ans, elle est désignée directrice de cabinet d'Amparo Rubiales, nouvelle déléguée du gouvernement en Andalousie. Elle abandonne ses fonctions en janvier 1996 lorsqu'elle est nommée gouverneure civile de Huelva par Felipe González sur proposition de Rubiales ; poste dont elle est relevée en mai suivant après l'arrivée des conservateurs de José María Aznar au pouvoir,. Elle devient ensuite directrice générale au Commerce de la Junte d'Andalousie puis présidente du Conseil économique et sociale de la communauté autonome andalouse.
Après la promulgation de la loi dite des « grandes villes » en 2003, elle est désignée conseillère à l'Économie et à l'Industrie par le maire de Séville Alfredo Sánchez Monteseirín sans être membre élue du conseil municipal. Lors des élections municipales de 2007, elle concourt en deuxième position sur la liste du maire sortant et est élue conseillère municipale. Monteseirín lui délègue alors les fonctions de conseillère aux Grandes Fêtes.
Après l'annonce du retrait de Monteseirín en 2010 puis les démissions des conseillers Emilio Carrillo et Alfonso Rodríguez Gómez de Celis, elle manque de peu d'être élue maire de Séville jusqu'aux élections de 2011 ; le maire achevant le mandat jusqu'à son terme après le refus de la direction socialiste conduite par José Antonio Viera de lui faciliter une porte de sortie. Elle annonce alors son retrait de la vie politique au terme du mandat.